# Ponto (diocesi)
La diocesi del Ponto (in latino Dioecesis Pontica; in greco antico: Διοίκησις Πόντου/Ποντικής?) era una Diocesi del tardo Impero romano.

## Storia
Aveva come capitale Amasya e comprendeva dodici province: Bitinia, Galatia I, Galatia II Salutaris, Paflagonia, Honorias, Cappadocia I, Cappadocia II, Helenopontus, Pontus Polemoniacus, Armenia I, Armenia II, Armenia Maior e le satrapie armene della Sofene.
La diocesi fu istituita dopo le riforme di Diocleziano, nel 314 circa, e fu abolita a seguito delle riforme di Giustiniano I, nel 535.

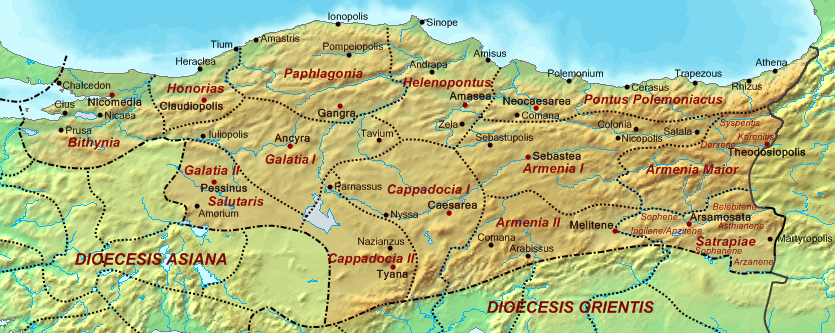
La diocesi del Ponto nel 400.